# Klaus Gjasula
Klaus Gjasula, född 14 december 1989 i Tirana, är en albansk-tysk fotbollsspelare som spelar för Hamburger SV.

## Klubbkarriär

### Början i Baden-Württemberg
Strax efter hans födelse flyttade Gjasula med sina föräldrar från Albanien till Freiburg i Tyskland. I sin ungdom spelade han för PSV Freiburg, Offenburger FV och Freiburg FC. Där fick han sina första erfarenheter vid herrlaget, från tidigare andra divisionslaget flyttade han först till Bahlinger SC och ett år senare till ligakonkurrenten SV Waldhof Mannheim. Under sin första säsong i Mannheim blev laget uppflyttad till Regionalliga Süd.

### Via Duisburg till Offenbach
Inför säsongen 2012/13 flyttade den albanskfödda spelaren till MSV Duisburgs andra lag. Efter ett år med "zebrorna" flyttade mittfältaren till Kickers Offenbach. I oktober 2013 bröt Gjasula sitt kindben och var tvungen att bära en säkerhetshjälm. Efter skadan drabbades han av ytterligare ett slag mot huvudet i sin första match utan hjälm, och har sedan dess alltid använd hjälmen då han säger att han känner sig säkrare med den. Gjasula anser att det kan vara vettigt för skadautsatta spelare att bära en sådan hjälm under matcher. Med Offenbach blev han mästare i Regionalliga Südwest under säsongen 2014/15, men misslyckade att kvala in sig till 3. Liga vid kvalmatcherna mot 1. FC Magdeburg.

### Värvad till 3. Liga
I början av januari 2016 bytte Gjasula till 3. Liga laget Stuttgarter Kickers. Under huvudtränare Tomislav Stipić spelade han i 16 tredjedivisionsmatcher (alla i startelvan) under säsongen 2015/16, men klubben flyttades ner till Regionalliga Südwest.
Gjasula stannade dock i 3. Liga och flyttade till Hallescher FC inför säsongen 2016/17. Under Rico Schmitt etablerade sig den defensiva mittfältaren direkt som en kuggspelare och användes i 30 ligamatcher (alla från start), där han gjorde tre mål. Med 15 gula kort och ett gult-rött kort var han avstängd i fyra matcher under säsongen. I slutet av april fick Gjasula en metatarsalfraktur, vilket ledde till att han avslutade säsongen i förtid. Efter att ha återhämtat sig från sin skada, gjorde han comeback i slutet av september, i den 11 omgången säsongen 2017/18. Gjasula var en återigen en regelbunden startspelare och spelade i 23 ligamatcher (22 från start), där han gjorde 3 mål. Med 12 gula kort var han tvungen att två matcher sitta vid sidlinjen.

### SC Paderborn 07
Inför säsongen 2018/19 flyttade Gjasula till SC Paderborn i 2. Bundesliga. Han skrev under ett kontrakt fram till 30. Juni 2020. Till skillnad från hans tidigare klubbar, var Gjasula inte, under hela säsongen, en viktig kugge på det defensiva mittfältet. Huvudtränare Steffen Baumgart ställde ibland bara upp en defensiv mittfältare, i vilket fall Sebastian Vasiliadis föredrogs. Gjasula spelade i 24 ligamatcher (15 i startelvan) och gjorde ett mål. Även den här säsongen var han känd genom en aggressiv spelstil och var avstängt i två matcher genom sina 12 gula kort. Med SC Paderborn flyttade Gjasula upp till Bundesliga genom lagets andra plats i 2. Bundesliga.
Under säsongen 2019/20 var Gjasula en viktig spelare i SC Paderborn. Han spelade i 29 Bundesliga-matcher (28 från start), i vilka han gjorde 2 mål. Den 30 omgången fick Gjasula sitt 16e gula kort och kom därmed på delad första plats som Tomasz Hajetos rekord från säsongen 1998/99. Den 31 omgången fick den defensiva mittfältaren sitt 17e gula kort och varit ensam rekordinnehavaren sedan dess. På grund av sina 17 gula kort missade Gjasula tre ligamatcher. Med SC Paderborn kom Gjasula på sista plats i Bundesliga och steg därmed ner i 2. Bundesliga i, varefter han lämnade klubben när hans kontrakt upphörde.

### Hamburgare SV
Inför säsongen 2020/21 flyttade Gjasula till Hamburger SV, med vilka han skrev på ett kontrakt fram till 30. Juni 2022.

## Landslagskarriär
29 år gammal firade Gjasula, i EM-kvalet mot Frankrike den 7. September 2019, sin debut för det albanska landslaget. Han ersatte Ylber Ramadani i den 54 minuten av tränare Edoardo Reja.

## Meriter
- Uppflyttning till Bundesliga: 2019 (SC Paderborn 07)
- Vinnare Regionalliga Südwest: 2015 (Kickers Offenbach)

## Familj
Hans äldre bror Jürgen (född 1985) är också fotbollsspelare. Gjasulas familj bor fortfarande i Freiburg.

### Webbkällor
- Klaus Gjasula på Soccerway (engelska)
- Klaus Gjasula på National-Football-Teams.com (engelska)